# ビザンティン小説
ビザンティン小説は、帝政ローマ時代の古代ギリシアのロマンス小説のリバイバルを表す。この分野に含まれる業績は12世紀におけるビザンティン帝国のビザンティンギリシア人によって書かれた。

## 歴史
コムネノス王朝において、12世紀ビザンティン帝国のコンスタンティノープルの作家は、古代ギリシアのロマンス小説の再紹介に努め、その形式と時代背景を模倣し、一方では内容をキリスト教化した。ビザンティンの小説の物語構造と設定は伝統的なもの（古代地中海に発生した事件を特徴的で複雑な表現を用い、古代の神と信仰で完成させたもの）であるが、一方で 中世的な要素も備え、12世紀の時代の信仰と習慣を反映した、明白に十字軍的な要素を合わせ持っている。8世紀間の溝が、この中世リバイバルの最初と古代末期に生き残ったロマンスとの間に存在する。
以下の4つの作品だけが現在まで残されている。散文で書かれたものはひとつだけで、エウスタティオス・マクレンボリテスによって書かれた Hysimine and Hysimines《ヒュスミネとヒュスミニアス》である。20音節の韻文で書かれた作品は2作あり、テオドロス・プロドロモス作 Rodanthe and Dosikles《ロダンテとドシクレス》とニケタス・エウゲニアノス 作  Drosilla and Charikles《ドロシラとハリクレス》がある。中世・現代ギリシア詩における "political verseという韻文形式（“political” という語はこの場合「政治的」という意味ではない。また政治的な内容を扱っているわけでもない）で書かれた作品にコンスタンティノス･マナセスの Arístandros and Kallithéa《アリスタンドロスとカリテア》があるが、残っているのは断片だけである。
これら4つのロマンスのうち、ひとつは21世紀以前に英訳されており、L. H. Le Moine の Ismene and Ismenias, a Novel (London and Paris, 1788) がある。しかしこれは1756年にフランス語で出版されたものからの重訳で、Pierre-François Godart de Beauchamps の Les amours d'Ismene et d'Ismenias もギリシア語テキストではなく、ラテン語版からの翻訳である。   
最近では、英語読者によるこれら諸作品への興味が増加し、以下の2つがギリシア語から翻訳されている。
- Joan Burton訳、A Byzantine Novel: Drosilla and Charikles by Niketas Eugenianos (Bolchazy-Carducci Publishers, Inc., 2004)
- Elizabeth Jeffreys訳、Four Byzantine Novels (Liverpool University Press, 2012)

14世紀ころの後期中世のロマンス小説もこの文学的伝統を引き継いでいる。以下の作者不詳の作品
- Belthandros and Chrysantza（ベルタンドロスとクリュサンツァ）
- Kallimachos and Chrysorroi（カリマコスとクリュソロエ）
- Livistros and Rodamini（リュビストロスとロダムネ）

には英訳として
- Gavin Betts訳、Three Medieval Greek Romances: Velthandros and Chrysandza, Kallimachos and Chrysorroi, Livistros and Rodamni, Garland Library of Medieval Literature, 98 (B), (New York & London: Garland Publishing, Inc. 1995)

がある。これらのうちひとつはフランス語訳がある：
- M. Pichard訳、Le roman de Callimaque et de Chrysorrhoé: Texte établi et traduit, Paris: 1956[2]

さらに以下の作者不詳の作品を含む中世ロマンス小説がある。
- The Tale of Achilles
- The Tale of Troy: a Byzantine Iliad
- War of Troy（12世紀後半: 古フランス語版が残っている）
- Florios and Platza-Flora（トスカーナ語と古フランス語版が残っている）
- Imberios and Margarona（古フランス語版が残っている）

最後に、 ジョヴァンニ・ボッカッチョの Teseida（イタリア語）が挙げられる。
これら中世散文と韻文小説や古代ギリシアのロマンス小説の様相はルネサンスとエリザベス朝に引き継がれている。スペインでは16, 17世紀に流行し、翻案作品（セルバンテスの「ペルシーレスとシヒスムンダの苦難」など）も登場した。

## 関連文献
1. ↑  The Medieval Greek Romance by Roderick Beaton, 1996, 2nd Revision. 本書には、4つの12世紀のビザンティン・ロマンス小説と後の数世期間の諸作品の完全なあらすじがある。
2. 1 2  Byzantine Sources in Translation

12世紀ビザンティン小説の社会文化的境界の基本的研究とその複雑な美学についてはPanagiotis Roilos著 Amphoteroglossia: A Poetics of the twelfth-century Medieval Greek Novel, Cambridge, Mass., 2005 を参照。
- 田中友三著『ビザンチン文学入門』 （埼玉新聞社出版局、2007年）ISBN 978-4878892882
- H. G. ベック著（渡辺金一訳）『ビザンツ世界の思考構造―文学創造の根底にあるもの』（岩波書店、1978年) ISBN 978-4000018944